# Borbiczki Ferenc
Borbiczki Ferenc (Győr, 1957. október 23. –) Jászai Mari-díjas magyar színész.

## Életpályája
Szülei: Borbiczki Ferenc és Fekete Erzsébet. 1977-1981 között a Színház- és Filmművészeti Főiskola hallgatója volt. 1981-től 10 évig a Veszprémi Petőfi Színházban lépett fel. 1991 óta a Vígszínház tagja.

## Színházi szerepei
A Színházi Adattárban regisztrált bemutatóinak száma: 96.
| - Madách Imre: Az ember tragédiája....A Föld Szelleme; Első népbeli; Első munkás - Molière: Kényszerházasság....Geronimo - Weöres Sándor: Holdbéli csónakos....Medvefia - Musset: Lorenzaccio....Pietro Strozzi - Darvas József: Részeg eső....Balla Sándor - Tabi László: Pardon, százegy percre! - Tabi László szerzői estje.... - Móricz Zsigmond: Kismadár....Tar Miska - Bulgakov: A félnótás Jourdain....Hubert; Jourdain úr hitvese - Anouilh: Euridiké....Az autóbuszsofőr - William Shakespeare: Ahogy tetszik....Orlando - Zelk Zoltán: Az ezernevű lány....Gergő - Zilahy Lajos: Zenebohócok....Madár úr - Doriadis: Különös délután....Férfi - Sütő András: Anyám könnyű álmot ígér....Pap - Milne: Micimackó....Micimackó - Molnár Ferenc: A doktor úr....Csató - Sőtér István: Júdás....Péter - Calderón de la Barca: Úrnő és komorna....Crotaldo - O’Neill: Ó, ifjúság!....Arthur - Goncsarov: Hétköznapi történet....Szurkov - William Shakespeare: Szeget szeggel....Pompeius - Kipling: A dzsungel könyve....Bagira; Akela - Schönthan: A szabin nők elrablása....Szilvásy Béla - Háy Gyula: A ló....Selanus - Vészi Endre: Don Quijote utolsó kalandja....Sancho Pansa - Presser Gábor: Képzelt riport egy amerikai popfesztiválról....Nyilas Madár; Pokol Angyala - Bíró Lajos: A rablólovag....László gróf - Szirmai Albert: Mágnás Miska....Miska - Juhász-Ézsiás: Az unokaöcsém nagy csibész....Juhar Bálint - Balogh-Kerényi: Csíksomlyói passió....Júdás - Csehov: Cseresznyéskert....Lopahin - Illyés Gyula: Dupla vagy semmi azaz két életet vagy egyet se....János - Ornadel: A Pickwick klub....Mr. Alfred Jingle - Szörényi Levente: Kőműves Kelemen....Kőműves Kelemen - Spiró György: Az imposztor....Gubernátor - Sík Sándor: István király....Vazul - Jancar: A nagy briliáns valcer....Volodja - Gyurkovics Tibor: Boldogháza....Penderes - Kocsis István: Árpád-házi Szent Margit....György - Ibsen: Peer Gynt....Peer Gynt - William Shakespeare: Szentivánéji álom....Zuboly - Jókai Mór: A kőszívű ember fiai....Richárd - Dosztojevszkij: Bűn és bűnhődés....Marmeladov - Eörsi István: Párbaj egy tisztáson....Tiszt - Shaw: Szent Johanna....Jean Dunois; Robert de Baudricourt - Miller: Pillantás a hídról....Marco | - Carlo Goldoni: Két úr szolgája....Brighella - Heltai Jenő: A néma levente....Agárdi Péter - O’Neill: Vágy a szilfák alatt....Peter - Akutagava Rjúnoszuke: A vihar kapujában....Favágó - Feydeau: Bolha a fülbe....Augustin Ferraillon - Bernstein: West Side Story....Krupke - William Shakespeare: Romeo és Júlia....Sámson - Rigby: A domb....Wilson - Miller: közjáték Vichyben....Őrnagy - Szophoklész: Oidipusz....Hírnök - Békés Pál: Össztánc.... - Brecht: Baal.... - Vas-Illés: Trisztán és Izolda.... - William Shakespeare: Macbeth....Macduff - Hašek: Svejk....Palivec kocsmáros; Wendler úr; Vezérőrnagy; Kákonyi - McDonagh: Leenane szépe....Pato - William Shakespeare: Vízkereszt, vagy amit akartok....Nemes Böffen Tóbiás - Collodi: Pinokkió - avagy a hosszúorrú fabábu kalandjai....Antónió Mester; Arlekkínó; Macska; I. Hollófekete Gyásznyúl; I. Menyét - Szigethy András: Kegyelem....Mező Imre elvtárs - William Shakespeare: A vihar....Alonso - Dosztojevszkij: A Karamazov testvérek....Törzskapitány - Lázár Ervin: A hétfejű tündér....Bruckner Szigfrid - Simon: Furcsa pár....Murray - Molière: Képzelt beteg....Béralde - William Shakespeare: Lear király....Cornwall fejedelem - Tolsztoj: Legenda a lóról....Tábornok; Bobrinszkij - Vajda Katalin: Anconai szerelmesek.... - Ovidius: Istenek gyermekei.... - Gogol: A revizor....Sztyepan Iljics Uhovjortov - Görgey Gábor: Komámasszony, hol a stukker?....Cuki - Presznyakov: Terrorizmus.... - Dumas: A három testőr....Bonacieux fogadós - Williams: Az ifjúság édes madara....Boss Finley - Charlap-Styne: Pán Péter....Smee - William Shakespeare: Minden jó, ha vége jó....Lafeu - Murillo: Dark Play....Cyberhímek - Stendhal: Vörös és fekete....De Renal - Carlo Goldoni: Chioggaiai csetepaté....Fortunato - Molnár Ferenc: Egy, kettő, három....Dr. Pinsky; Maître d'hôtel - Bock: Hegedűs a háztetőn....Lázár Wolf - Presser Gábor: Túl a Maszat-hegyen....Makula bácsi - Fielding: Tom Jones....Mr. Western - Lengyel Menyhért: Lenni vagy nem lenni....Schulz |

## Filmjei

### Játékfilmek
- Erózió (1992)
- Szigetvári vértanúk (1996)
- Imre filmje (1998)
- Felhő a Gangesz felett (2002)
- Tabló – Minden, ami egy nyomozás mögött van! (2008)
- Egy szerelem gasztronómiája (2017)
- A Viszkis (2017)
- Most van most (2019)
- Pesti balhé (2020)

### Tévéfilmek
- Szerelmem Elektra (1980)
- A 78-as körzet (1982)
- Özvegy és leánya (1983)
- Mint oldott kéve (1983)
- Széchenyi napjai (1985)
- Cikász és a halló pálmák (1990)
- Família Kft. (1992)
- István király (1992)
- Frici, a vállalkozó szellem (1993)
- Kisváros (1993-1998)
- Privát kopó (1993)
- Ábel Amerikában (1998)
- TV a város szélén (1998)
- Az öt zsaru (1998)
- Családi album (2000)
- A szivárvány harcosa (2001)
- Kávéház (2001)
- Perlasca – Egy igazi ember története (2002)
- A titkos háború (2002)
- Rendőrsztori (2002)
- A négyes pálya (2003)
- Lili (2003)
- Munkaügyek (2012, 2013)
- Válótársak (2015)
- 200 első randi (2018–2019)
- Drága örökösök (2019–2020)
- Keresztanyu (2021–2022)
- Drága örökösök – A visszatérés (2023)

## Szinkronszerepei
- A háború kutyái: Terry - Ed O’Neill
- A kolónia: Fred, biztonsági őr - James Avery
- A Mandalóri: Kuiil - Nick Nolte
- Andor: Wullf Yularen - Malcolm Sinclair
- Anyám nyakán: Mr. Axelrod	- Adam Alexi-Malle
- A róka és a kutya: Mogorva borz - John McIntire
- A Sólyom és a Tél Katonája: Isaiah Bradley - Carl Lumbly
- A tolvaj: Jean-François Cannonier - Charles Denner
- A végzet hatalma: Juan Jaime Mondragón - Juan Ferrara
- Arlette szerencséje: Victor - Jean-Marie Bigard
- A szív bajnokai: Phillip Fulmer - Phillip Fulmer
- A szív parancsa: Dionisio Ferrer - César Évora
- A Tom és Jerry-show: Cövek (spike) - Rick Zieff
- Az 54. hadtest: Mulcahy törzsőrmester - John Finn
- Az erőszak városa: Jeff Heston - Charles Bronson
- Az Őrzők legendája: Ezylryb - Geoffrey Rush
- Az utca törvénye: Adam Beaudreaux	- Carl Weathers
- Agymenők: Önmaga - James Earl Jones
- Batman Superman ellen – Az igazság hajnala: Perry White - Laurence Fishburne
- Beismerő vallomás: Jack Renoble - Jay O. Sanders
- Briliáns csapda: Aaron Thibadeaux - Ving Rhames
- Csillagkapu (2. évad): Bra'tac - Tony Amendola
- Derült égből fasírt: Joe Towne - Will Forte
- Don Camillo: Brusco - Joseph Ragno
- Dundee őrnagy: Dahlstrom tiszteletes - R.G. Armstrong
- Ennivaló a csaj: Red Jackson - Lanny Flaherty
- Everwood: Irv Harper - John Beasley
- Excalibur: Uther Pendragon - Gabriel Byrne
- Folytassa a Khyber-szorosban!: Bungdit Din - Bernard Bresslaw
- Gyilkos ösztön: Dr. Fricke - Michael Rasmussen
- Hideghegy: Teague - Ray Winstone
- Jake meg a dagi: Jason Lochinvar „Fatman” McCabe - William Conrad
- Kismocsok: Don, Brandy édesapja - Joe Don Baker
- Kis nagy hős: Napoleon Cross - Robin Williams
- Megérzés: Dr. Norman Roth	- Peter Stormare
- Minden héten háború: Montezuma Monroe - Jim Brown
- Ne hagyj el!: Osvaldo Terán - César Évora
- Pókember: Joseph „Robbie” Robertson - Bill Nunn
- Rablóhal: Midget - Laurence Fishburne
- Rabold el az aranyat!: Levi Medve - Howard Keel
- Robotzsaru: Hedgecock hadnagy - Michael Gregory
- Ronin: Férfi az átvételnél - Amidou
- Temetetlen múlt: Warren Feur - James Remar
- Tízparancsolat: Jannes - Douglass Dumbrille
- Transformers: Megatron - Hugo Weaving
- Transformers: A bukottak bosszúja: Megatron - Hugo Weaving
- Transformers 3.: Megatron - Hugo Weaving
- Transformers: Az utolsó lovag: Megatron - Frank Welker
- Transformers: Prime: Megatron - Frank Welker
- Transformers: Robots in Disguise: Megatronus, Paralon - Travis Willingham, Jason Spisak
- Transformers: FöldSzikra: Megatron - Rory McCann
- Tűzoltó kutya: Joe Musto - Bill Nunn
- Az Oroszlán őrség - 2 évad: Zordon - David Oyelowo
- Star Wars: Lázadók: Rex százados - Dee Bradley Baker
- Űrcowboyok: Vosztov tábornok - Rade Serbedzija
- Végső állomás 2.: William Bludworth - Tony Todd
- Villám és Fürgeláb: Red Leary - George Kennedy
- Vörös skorpió: Kallunda - Al White
- Oxfordi gyilkosságok: Fred Thursday - Roger Allam
- League of legends: Darius, Hecarim, Kha'Zix, Mordekaiser, Renekton, Ryze

## Rádiójátékok
- Vaszary János: Féltékenység (1997)
- Vörösmarty Mihály: Az elbúsult diák (2000)
- Borbély Szilárd: Istenasszony Debrecen, avagy ki él itten Árkádiában? (2013)
- Örkény István: Rózsakiállítás (2014)
- Bródy Sándor: Színészvér (2017)
- Bogdán András-Fazakas Péter: Őfelsége magánnyomozója (2018)

## Díjai, kitüntetései
- Jászai Mari-díj (1990)
- A kiscsillag is csillag díj (2009)
- A Magyar Köztársasági Érdemrend lovagkeresztje (2010)